# Bàsquet als Jocs Olímpics d'estiu de 2012
La competició de bàsquet dels Jocs Olímpics d'Estiu 2012 va tenir com a seus el pavelló Basketball Arena (fase de grups) i per a la fase final el North Greenwich Arena de Londres. Es va celebrar del 28 de juliol al 12 d'agost de 2012. Es van disputar dos tornejos diferents, el masculí i el femení.

## Medallistes
| Event           | Or | Plata | Bronze |
| Masculí detalls | Estats Units Tyson Chandler · Kevin Durant · LeBron James · Russell Westbrook · Deron Williams · Andre Iguodala · Kobe Bryant · Kevin Love · James Harden · Chris Paul · Anthony Davis · Carmelo Anthony · | Espanya Pau Gasol · Rudy Fernández · Sergio Rodríguez · Juan Carlos Navarro · José Calderón · Felipe Reyes · Víctor Claver · Fernando San Emeterio · Sergio Llull · Marc Gasol · Serge Ibaka · Víctor Sada ·            | Rússia Alexey Shved · Timofey Mozgov · Sergey Karasev · Vitaly Fridzon · Alexander Kaun · Evgeny Voronov · Victor Khryapa · Semyon Antonov · Sergey Monya · Dmitry Khvostov · Anton Ponkrashov · Andrei Kirilenko · |
| Dones detalls   | Estats Units Lindsay Whalen · Seimone Augustus · Sue Bird · Maya Moore · Angel McCoughtry · Asjha Jones · Tamika Catchings · Swin Cash · Diana Taurasi · Sylvia Fowles · Tina Charles · Candace Parker ·   | França Isabelle Yacoubou · Endéné Miyem · Clémence Beikes · Sandrine Gruda · Edwige Lawson-Wade · Céline Dumerc · Florence Lepron · Émilie Gomis · Marion Laborde · Élodie Godin · Emmeline Ndongue · Jennifer Digbeu · | Austràlia Jenna O'Hea · Samantha Richards · Jennifer Screen · Abby Bishop · Suzy Batkovic · Kathleen MacLeod · Kristi Harrower · Laura Summerton · Belinda Snell · Rachel Jarry · Liz Cambage · Lauren Jackson ·    |

## Medaller
| Posició | País         | Or | Argent | Bronze | Total |
| 1       | Estats Units | 2  | 0      | 0      | 2     |
| 2       | França       | 0  | 1      | 0      | 1     |
| 2       | Espanya      | 0  | 1      | 0      | 1     |
| 4       | Austràlia    | 0  | 0      | 1      | 1     |
| 4       | Rússia       | 0  | 0      | 1      | 1     |
| Total   | Total        | 2  | 2      | 2      | 6     |

## Classificació final
| Posició                     | Masculí      | Masculí | Masculí | Masculí | Femení          | Femení | Femení | Femení |
| Posició                     | Equip        | J       | V       | D       | Equip           | J      | V      | D      |
| --------------------------- | ------------ | ------- | ------- | ------- | --------------- | ------ | ------ | ------ |
| 1                           | Estats Units | 8       | 8       | 0       | Estats Units    | 8      | 8      | 0      |
| 2                           | Espanya      | 8       | 5       | 3       | França          | 8      | 7      | 1      |
| 3                           | Rússia       | 8       | 6       | 2       | Austràlia       | 8      | 6      | 2      |
| 4t                          | Argentina    | 8       | 4       | 4       | Rússia          | 8      | 5      | 3      |
| Eliminats a quarts de final |              |         |         |         |                 |        |        |        |
| 5è                          | Brasil       | 6       | 4       | 2       | Turquia         | 6      | 4      | 2      |
| 6è                          | França       | 6       | 4       | 2       | Xina            | 6      | 3      | 3      |
| 7è                          | Austràlia    | 6       | 3       | 3       | República Txeca | 6      | 2      | 4      |
| 8è                          | Lituània     | 6       | 2       | 4       | Canadà          | 6      | 2      | 4      |
| 9è al 10è                   |              |         |         |         |                 |        |        |        |
| 9è                          | Regne Unit   | 5       | 1       | 4       | Brasil          | 5      | 1      | 4      |
| 10è                         | Nigèria      | 5       | 1       | 4       | Croàcia         | 5      | 1      | 4      |
| 11è al 12è                  |              |         |         |         |                 |        |        |        |
| 11è                         | Tunísia      | 5       | 0       | 5       | Regne Unit      | 5      | 0      | 5      |
| 12è                         | Xina         | 5       | 0       | 5       | Angola          | 5      | 0      | 5      |